# Draft de la NBA Development League de 2015
El Draft de la NBA Development League de 2015 se celebró el día 31 de octubre de 2015. Constó de siete rondas.

## Selecciones del draft
| PG | Base | SG | Escolta | SF | Alero | PF | Ala Pívot | C | Pívot |

| ^ | Denota jugador que ha sido seleccionado para un NBA Development League All-Star Game(s)                                         |
| * | Denota jugador que ha sido seleccionado para un NBA Development League All-Star Game(s) y también elegido en el Draft de la NBA |
| † | Denota jugador elegido también en el Draft de la NBA                                                                            |

### Primera ronda
| Pick | Jugador              | Pos. | Nacionalidad   | Equipo                   | Universidad / Club |
| ---- | -------------------- | ---- | -------------- | ------------------------ | ------------------ |
| 1    | Jeff Ayres†          | F/C  | Estados Unidos | Idaho Stampede           | Arizona State      |
| 2    | Jimmer Fredette†     | G    | Estados Unidos | Westchester Knicks       | BYU                |
| 3    | Perry Jones†         | F    | Estados Unidos | Iowa Energy              | Baylor             |
| 4    | Cartier Martin       | G/F  | Estados Unidos | Iowa Energy              | Kansas State       |
| 5    | Rysheed Jordan       | G    | Estados Unidos | Delaware 87ers           | St. John's         |
| 6    | Amir Williams        | C    | Estados Unidos | Rio Grande Valley Vipers | Ohio State         |
| 7    | Sam Thompson         | F    | Estados Unidos | Grand Rapids Drive       | Ohio State         |
| 8    | David Laury          | F    | Estados Unidos | Delaware 87ers           | Iona               |
| 9    | Rick Jackson         | F/C  | Estados Unidos | Iowa Energy              | Syracuse           |
| 10   | Jarvis Summers       | G    | Estados Unidos | Reno Bighorns            | Ole Miss           |
| 11   | Askia Booker         | G    | Estados Unidos | Maine Red Claws          | Colorado           |
| 12   | Cliff Hammonds       | G    | Estados Unidos | Rio Grande Valley Vipers | Clemson            |
| 13   | Rodney Carney†       | G/F  | Estados Unidos | Oklahoma City Blue       | Memphis            |
| 14   | Jabril Trawick       | G    | Estados Unidos | Sioux Falls Skyforce     | Georgetown         |
| 15   | Antonio Barton       | G    | Estados Unidos | Canton Charge            | Memphis            |
| 16   | Jean Victor Nguidjol | C    | Camerún        | Austin Spurs             | Lyceum Pirates     |
| 17   | Kevin Young          | F    | Puerto Rico    | Bakersfield Jam          | Kansas             |
| 18   | Jarred Shaw          | F/C  | Estados Unidos | Santa Cruz Warriors      | Utah State         |
| 19   | Mike Anderson        | G    | Estados Unidos | Raptors 905              | Washington         |

### Segunda ronda
| Pick | Jugador              | Pos. | Nacionalidad   | Equipo                | Universidad / Club   |
| ---- | -------------------- | ---- | -------------- | --------------------- | -------------------- |
| 1    | Karrington Ward      | F    | Estados Unidos | Bakersfield Jam       | Eastern Michigan     |
| 2    | Jay Harris           | G    | Estados Unidos | Raptors 905           | Illinois-Chicago     |
| 3    | Rashawn Rembert      | G    | Estados Unidos | Iowa Energy           | East Tennessee       |
| 4    | J'Mison Morgan       | F/C  | Estados Unidos | Westchester Knicks    | Baylor               |
| 5    | Myck Kabongo         | G    | Canadá         | Delaware 87ers        | Texas                |
| 6    | Bobby Ray Parks, Jr. | G    | Filipinas      | Texas Legends         | NUPH                 |
| 7    | Michael Stockton     | G    | Estados Unidos | Grand Rapids Drive    | Westminster (UT)     |
| 8    | Troy Huff            | G    | Estados Unidos | Erie BayHawks         | North Dakota         |
| 9    | Patrick Miller       | G    | Estados Unidos | Oklahoma City Blue    | Tennessee            |
| 10   | Chad Toppert         | F    | Estados Unidos | Reno Bighorns         | New Mexico           |
| 11   | Ronnie Brewer†       | G/F  | Estados Unidos | Santa Cruz Warriors   | Arkansas             |
| 12   | Ella Ellis           | F    | Estados Unidos | Maine Red Claws       | Army                 |
| 13   | Stephan Hicks        | G/F  | Estados Unidos | Oklahoma City Blue    | Cal State Northridge |
| 14   | Deonta Stocks        | G    | Estados Unidos | Sioux Falls Skyforce  | West Georgia         |
| 15   | Adrian Forbes        | F    | Estados Unidos | Canton Charge         | Auburn               |
| 16   | Demetri McCamey      | G    | Estados Unidos | Austin Toros          | Illinois             |
| 17   | Justin Hawkins       | F    | Estados Unidos | Los Angeles D-Fenders | NM State             |
| 18   | Justin Manns         | G    | Estados Unidos | Santa Cruz Warriors   | Kent State           |
| 19   | Walter Lemon, Jr.    | G    | Estados Unidos | Fort Wayne Mad Ants   | Bradley              |